# Escadrille SPA 93
L'escadrille SPA 93 est une escadrille de l'armée de l'air française dissoute depuis le 27 juin 1994. Créée au cours du troisième trimestre 1915 comme escadrille MF 93, elle a disparu en même temps que la 30e escadre de chasse à laquelle elle était intégrée.

## MF 93
Une première escadrille, dite de DCA, fut constituée au Bourget au cours du troisième trimestre 1915 comme Maurice Farman 93. Elle devint MF 393 en 1916/1917 au profit du Camp retranché de Paris, puis AR 464 en juin 1917, avant d’être dissoute le 19 octobre 1918.

## N 93
Nouvelle escadrille constituée à Corcieux le 6 mai 1917 par regroupement des Détachements de Chasse 501 et 506, tous deux constitués en février 1917. Mise à la disposition du Groupe de Chasse GC 15 le 26 juillet 1917, elle est rééquipée sur SPAD S.VII en novembre suivant.

## SPA 93

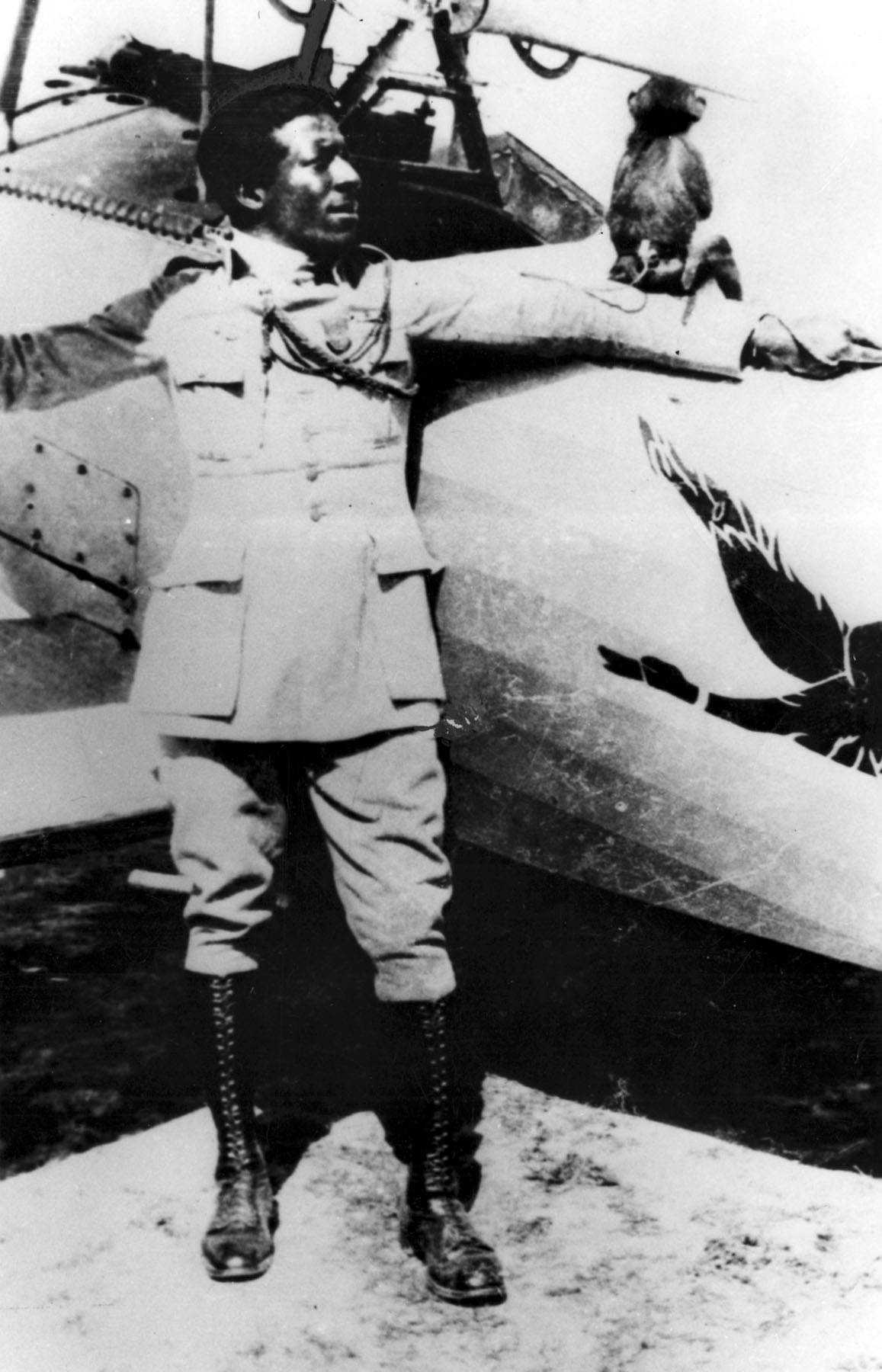
Photographie prise entre le 27 août et le 13 septembre 1917 d'Eugene Bullard servant alors dans l'escadrille Spad 93.

Devenue SPA 93 le 25 novembre 1917, la 93e escadrille est intégrée à l’Escadre de Combat no 1 le 14 février 1918.

## De l'Armistice de 1918 à la dissolution
Le 11 novembre 1918 elle passe de Melette à Gondreville avec une dotation mixte de SPAD S.VII et S.XIII, puis à Azelot le 8 décembre 1918 avant de gagner l’Allemagne en mai 1919. Le 29 mai 1919 la SPA 93 rend ses quartiers à Bad Kreuznach (Planing), puis gagne Hofheim am Taunus le 11 août et Yutz le 16 décembre 1919. Le 1er janvier 1920 elle devient 3e escadrille du Ier groupe au sein du 1er régiment aérien de chasse nouvellement constitué et équipé uniquement de SPAD S.XIII. Rééquipée sur Nieuport-Delage NiD.29, elle devient 7e escadrille du 33e régiment aérien mixte (IIe groupe) le 1er juin 1924, toujours Finthen/Wackernheim, près de Mayence, en Allemagne. C'est à cette époque qu'apparait sur les flancs des appareils de la SPA 93 un canard colvert. À l’origine la SPA 93 avait pour insigne une oie blanche en vol.

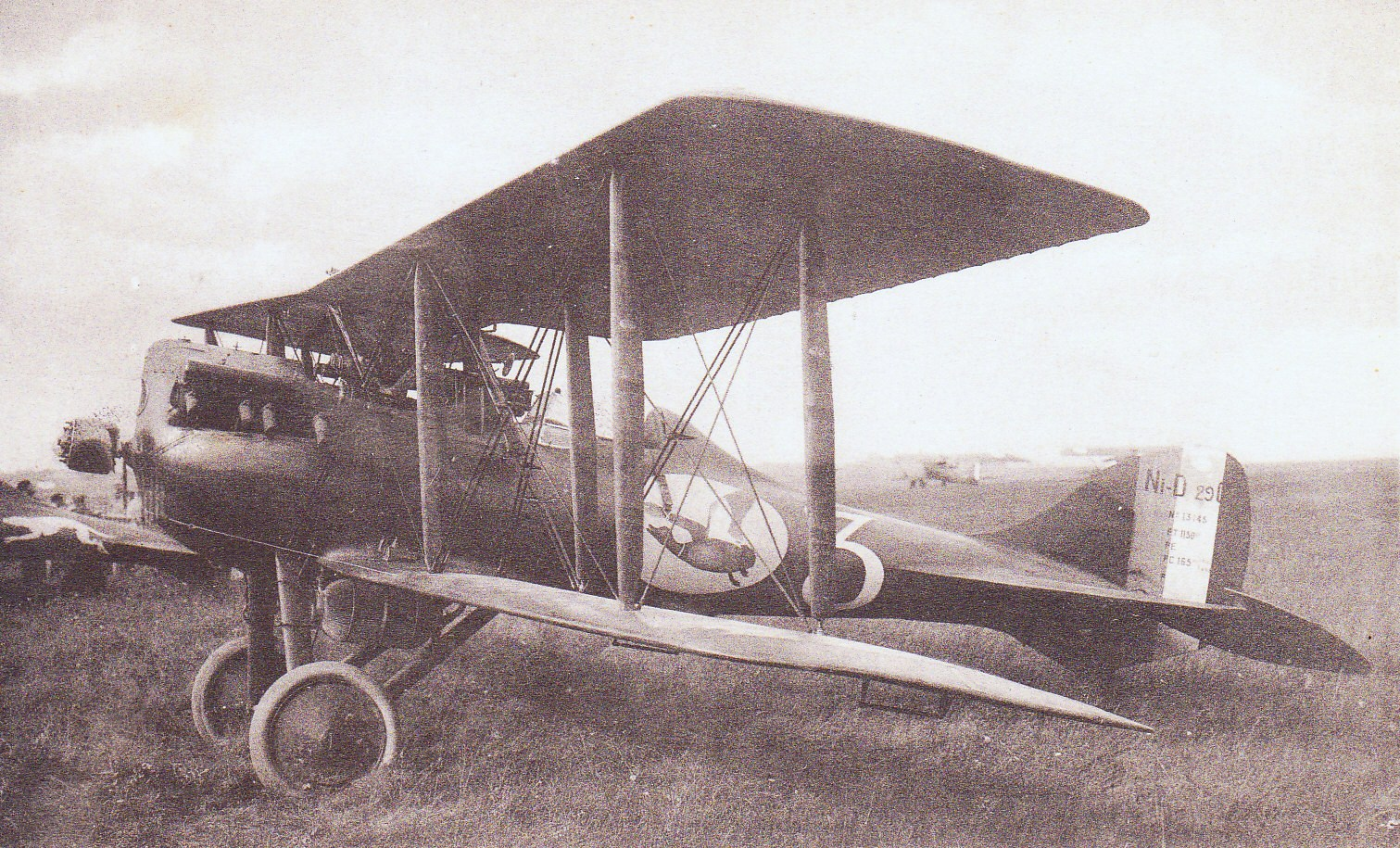
NiD.29 du 33e RAM arborant le colvert de la SPA 93

Abandonnant ses NiD.29 pour des NiD.62, elle devient 10e escadrille du 3e régiment aérien de chasse (IIIe groupe) le 1er juillet 1930 à Châteauroux. Affectée au Groupe autonome d’Afrique, la SPA 93 passe le 1er septembre 1933 à Sidi Ahmed (Bizerte), ou arriveront ses premiers NiD.622. Devenue 2e escadrille du 5e GAC le 1er octobre 1937, sur Dewoitine D.510, elle quitte Bizerte pour Oran le 1er novembre 1939, y effectue sa conversion sur Morane-Saulnier 406 et regagne la France le 15 novembre comme 6e escadrille du GC III/1. Elle est dissoute le 27 juillet 1940 à Valence.

## Dans l'Armée de l'Air

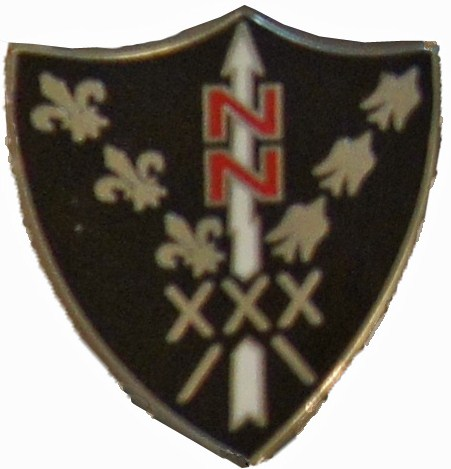
Badge de la 30e avec l'arrivée du 1/30 Valois.

Reconstituée à Creil le 1er juin 1954 comme 2e escadrile de l’EEC 2/17 sur de De Havilland Vampire, la SPA 93 devient 2e escadrille de l’Escadron de chasse 3/10 Aunis le 1er mars 1956 et se transforme sur Mystère IIC à partir de juillet 1955. Ces appareils furent interdits de vol le 21 novembre 1957, et remplacés par des Mystère IVA. Entre-temps, le 31 juillet 1956, l’EC 3/10 avait été rebaptisé Valois. Il devient Escadron de chasse 1/10 Valois le 1er février 1958. Des Super Mystère B2 succèdent aux Mystère IV du 28 mai 1958 à juillet 1974, puis des Mirage IIIC et des Mirage F1C à partir de septembre 1981.
Le 1er avril 1985 la SPA 93 est transférée à Reims, l’EC 1/10 Valois devenant EC 1/30 Valois, dont la SPA 93 est toujours la 2e escadrille. La 30e escadre de chasse est dissoute le 27 juin 1994, entraînant la disparition de la SPA 93.
L'escadron de chasse 2/30 Normandie-Niemen en cours de reformation à Mont-de-Marsan reçoit les traditions des SPA 93, SPA 97 et SPA 91 le 1er septembre 2011.

## Sources
1. ↑  J. M. Bruce, Spad Scouts SVII-SXIII (Arco-Aircam Aviation Series No 9, Osprey Publications Ltd, Canterbury (1969),  (ISBN 978-0668021104).
2. ↑  Traditions des escadrilles de l'armée de l'air